# Teodora Kakhiani
Teodora Kakhiani (თეოდორა კახიანი en géorgien), née le 14 octobre 1993 à Tbilissi, est une escrimeuse géorgienne pratiquant le sabre. Classée 202e tireuse mondiale, elle crée la surprise en devenant championne d'Europe en 2017 au cours de championnats disputés, pour elle, à domicile, dans la ville de Tbilissi.

## Biographie
Teodora Kakhiani, originaire de la capitale géorgienne, réside aux États-Unis où elle étudie les sciences de la communication à l'Université d'État de Pennsylvanie dont elle est naturellement membre de l'équipe d'escrime. Dès sa première participation au circuit universitaire en 2014 jusqu'en 2016, elle atteint les demi-finales du championnat national NCAA, perdant en finale en 2016 contre Francesca Russo (15-14).
Aux championnats d'Europe 2017, Kakhiani, qui n'a participé qu'à deux tournois de la coupe du monde au cours de la saison, se présente à une modeste 202e place au classement mondial. Elle sort cependant deuxième de sa poule qualificative derrière Irene Vecchi. Durant le tableau, elle bénéficie des éliminations successives des principales favorites : Olha Kharlan, Anna Márton ou Manon Brunet, toutes éliminées avant les huitièmes de finale, ainsi que de l'absence des sabreuses russes dont Yana Egorian, no 1 mondiale, blessée et forfait pour la compétition individuelle et Sofia Velikaïa, vice-championne olympique en titre. Transcendée par l'événement, à domicile, elle s'offre en finale un succès de prestige contre Rossella Gregorio, treizième mondiale et double médaillée de bronze européenne (15-8), et devient la première escrimeuse géorgienne titrée au niveau international depuis la fin de l'ère soviétique.

## Palmarès
- Championnats d'Europe d'escrime
  -  Médaille d'or aux championnats d'Europe d'escrime 2017 à Tbilissi

## Classement en fin de saison
| Année | 2008 | 2009 | 2010 | 2011 | 2012        | 2013        | 2014 | 2015 | 2016 | 2017 | 2018 | 2019 |
| ----- | ---- | ---- | ---- | ---- | ----------- | ----------- | ---- | ---- | ---- | ---- | ---- | ---- |
| Rang  | 288  | 272  | 288  | 276  | Non classée | Non classée | 133  | 105  | NC   | 32   | 226  | 67   |